# Paleoworld
Paleoworld (conocida en Hispanoamérica como Mundo paleolítico y en España como Paleomundo), es una serie de televisión documental estadounidense sobre animales extintos tales como los dinosaurios, la megafauna, los primeros insectos etc. Constituida por unos 50 episodios está considerada como la más larga serie documental sobre paleontología de la historia de la televisión. Fue producida por el canal The Learning Channel, quien la emitió por televisión en Estados Unidos desde 1994 hasta 1997. Hoy en día es propiedad del canal Discovery Channel y está siendo emitida por televisión por el Science Channel, que hace parte de la compañía Discovery Communications.

## Descripción del programa
Paleoworld está considerado como el primer programa de Discovery Channel en tratar sobre dinosaurios y criaturas prehistóricas (aunque fue en 2001, con When Dinosaurs Roamed America, cuando Discovery Channel empezó a emitir una mayor variedad de este tipos de programas). El documental trata sobre el modo de vida de la fauna prehistórica en diferentes épocas geológicas. En vez de usar imágenes animadas por computadora el programa usa representaciones animatrónicas de los animales, a los que se coloca previamente en paisajes actualmente existentes para simular su hábitat prehistórico (aunque en el caso de los pantanos se decidió recrearlos artificialmente).

## Recepción y Crítica
El programa tuvo una buena crítica en el canal y fue uno de los más vistos en su tiempo. Ha tenido una buena cantidad de seguidores hasta la actualidad. Se ha señalado a menudo el valor de su contenido educativo, comparándolo con otros programas más recientes emitidos en el mismo canal.
Fue narrado por Ben Gazzara en 1994, Nick Shatzki en 1995 y 1996 y Ted Maynard en 1997. Han sido lanzadas muchas ediciones en DVD aunque con discontinuidad entre ellas.

## Spin-off
Paleoworld nunca regresó por una quinta temporada. Sin embargo, TLC lanzó una nueva serie sobre dinosaurios al año siguiente (1998) como un spin-off de la serie, llamado When Dinosaurs Ruled (Cuando los Dinosaurios Dominaban ó Cuando Reinaba El Dinosaurio también conocido como Jurassica en algunos países).
Además, existió PaleoKids, que fue una versión infantil de Paleoworld. Se transmitió para Hispanoamérica, en el canal Discovery Kids, hace muchos años atrás.

## Programas relacionados
- Walking with Dinosaurs (1999)
- The Ballad of Big Al (La Balada de Big Al, 2000)
- When Dinosaurs Roamed America (2001)
- Walking with Beasts (2001)
- Chased by Dinosaurs (Perseguido por dinosaurios, 2002)
- Dinosaur Planet (2003)
- Sea Monsters (Monstruos marinos, 2003)
- Monsters We Met (2003)
- Walking with Monsters (2005)
- Prehistoric Park (2006)
- Sea Monster - A Prehistoric Adventure (Sea Monsters: Una aventura prehistórica) (2007)
- Monsters Resurrected (Criaturas Titánicas) (2009-2010)
- Sea Rex 3D: Journey to a Prehistoric World (Sea Rex 3D: Viaje al mundo prehistórico) (2010)
- Planet Dinosaur (2011)
- Dinosaur Revolution (2011)
- Dinosaurs: Giants of Patagonia (Dinosaurios: Gigantes de la Patagonia, 2007)
- Eyewitness (episodio «Dinosaur», emitido por televisión en 1994)
- Dinosaurios (originalmente este era un documental televisivo de 1985)
- Prehistoric Planet (2022-2023)